# Hendrik Veen

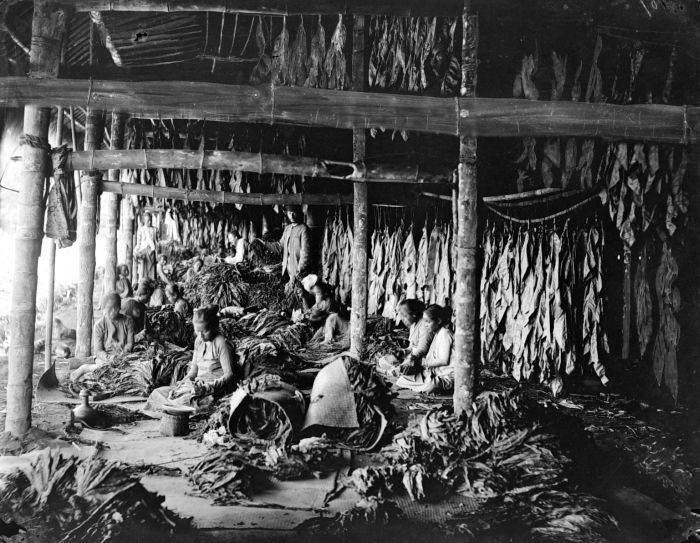
Výroba tabáku v Kali Panjing, východní Jáva, sbírka Tropenmuseum, Amsterdam

Hendrik Veen (6. října 1823, Haarlem – 14. března 1905, Haarlem) byl plodný nizozemský fotograf aktivní v Nizozemské východní Indii. Fotografoval etnografické záběry místních obyvatel, krajiny, architektury, krajiny a botanické objekty. Jeho práce zahrnovala sérii fotografií chrámů v Bulelengu.

## Galerie

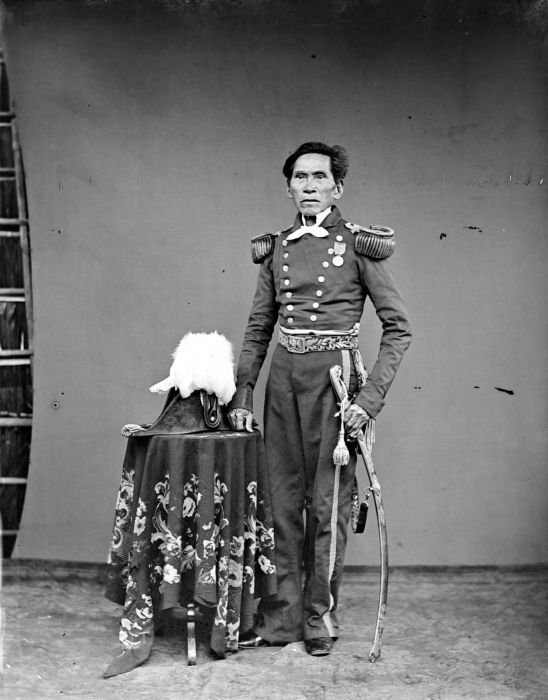
Datulong, bývalý major Sonder Manado, sbírka Tropenmuseum, Amsterdam
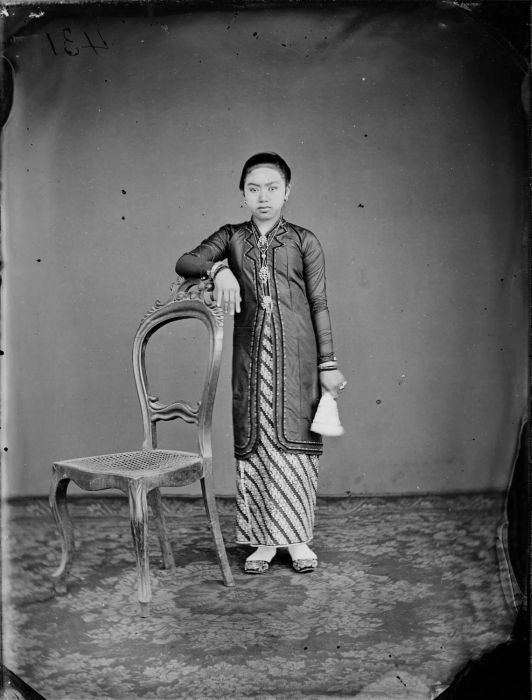
Dcera jávského vládního správce (patiha) Východní Jáva, sbírka Tropenmuseum, Amsterdam
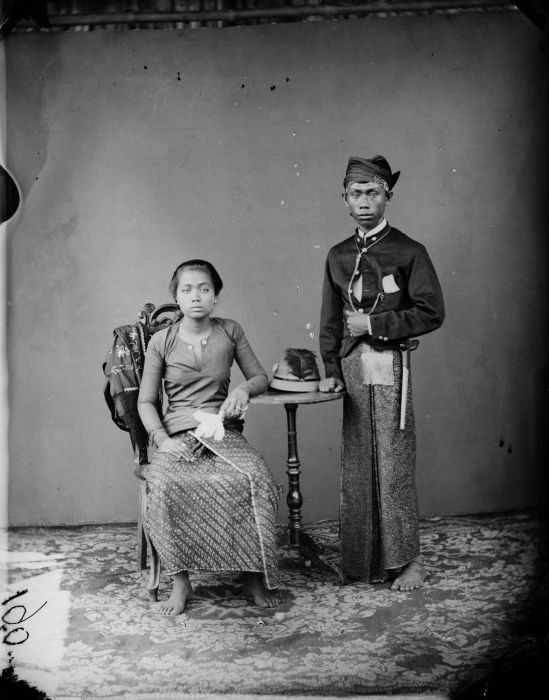
Javanský učitel s manželkou v Probolinggo, Východní Jáva, sbírka Tropenmuseum, Amsterdam
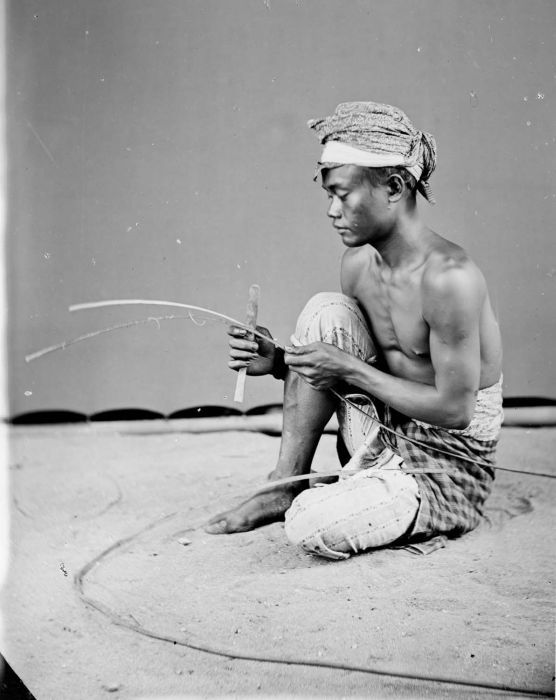
Muž opracovává bambus nožem, Východní Jáva, sbírka Tropenmuseum, Amsterdam
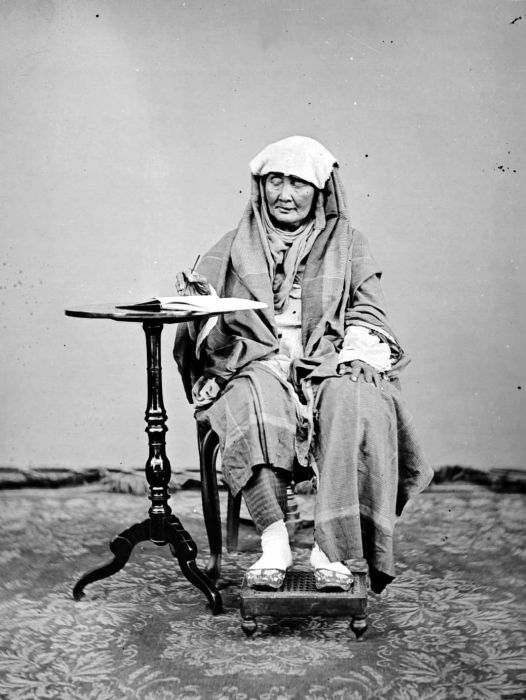
Žena kmene Hadži, Semarang, sbírka Tropenmuseum, Amsterdam
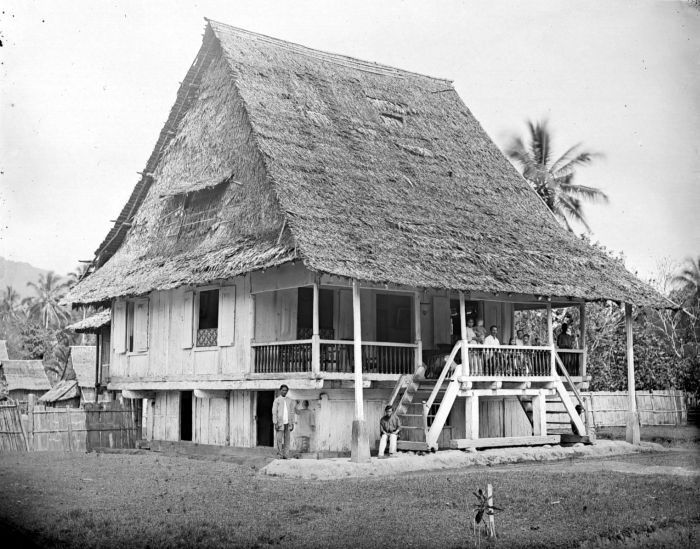
Rumah di Indonesia, sbírka Tropenmuseum, Amsterdam
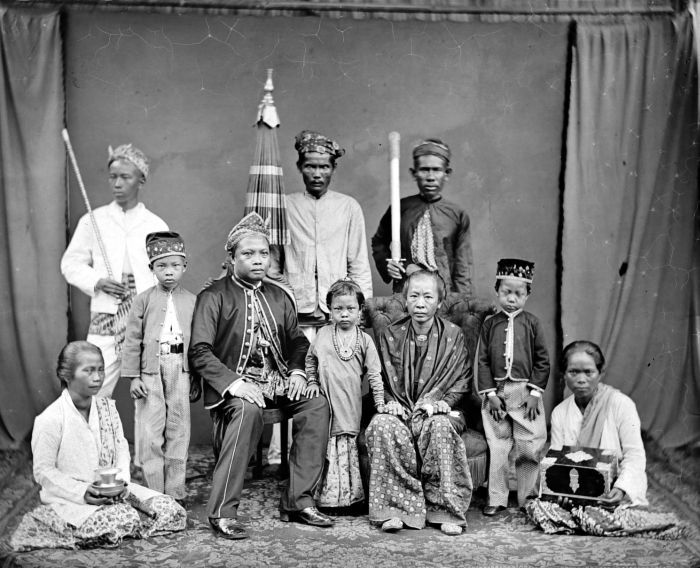
Ronggo Banjarmasin, sbírka Tropenmuseum, Amsterdam
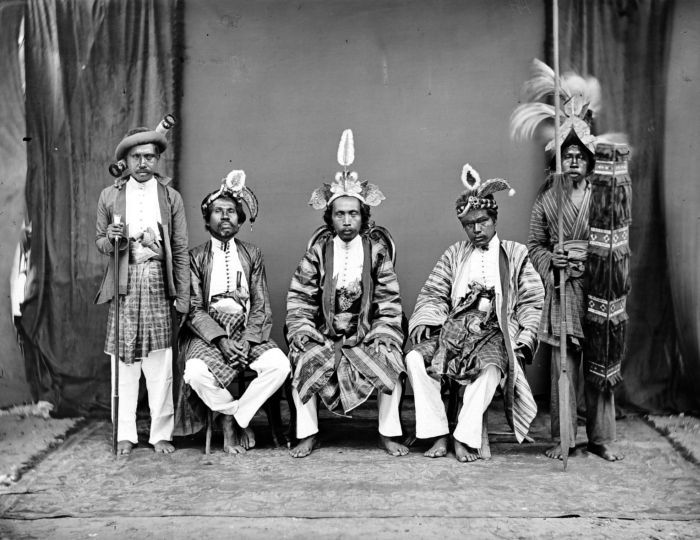
Portrét vyslance, ostrov Buton, Sulawesi
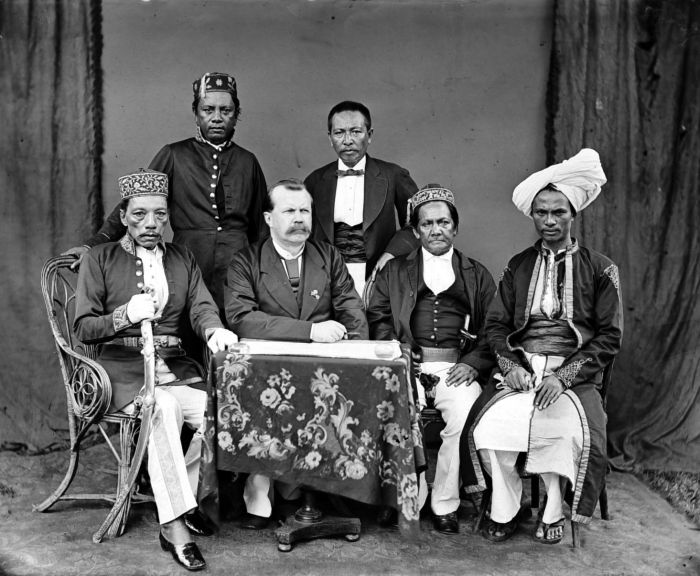
Portrét rezidentního asistenta rádži, provincie Gorontalo, Sulawesi